# Muzzy İzzet
Mustafa Kemal İzzet detto Muzzy (Londra, 31 ottobre 1974) è un ex calciatore turco, di ruolo centrocampista.

## Biografia
Suo fratello minore Kemal è stato a sua volta un calciatore professionista.

## Carriera

### Club

#### Leicester City
Izzet ha firmato per il Chelsea quando era ancora uno studente ma non debuttò mai in prima squadra nei suoi tre anni a Londra. È stato allora mandato in prestito al Leicester City nel marzo 1996 fino al termine della stagione, divenendo presto un pezzo importante della squadra e segnando un gol. Quando il Leicester ha battuto il Crystal Palace nei playoff, si è potuto concretizzare l'acquisto a titolo definitivo di Izzet per la cifra di 800 000 £. Ha mantenuto il suo posto da titolare anche nella fortunata stagione successiva, in Premier League: la squadra arrivò 9ª in campionato e, a sorpresa essendo neopromossa, vinse la League Cup, qualificandosi per una competizione europea, in questo caso la Coppa UEFA, per la prima volta dal 1962. La stagione seguente fu quella del debutto europeo per Izzet che partecipò a entrambe le partite del Leicester contro il più quotato Atlético Madrid, non riuscendo però ad evitare due sconfitte che costrinsero la squadra ad abbandonare la competizione già al primo turno. In campo nazionale la squadra non bissò i risultati dell'anno precedente, arrivando 10ª in campionato ed uscendo nei turni iniziali dalle coppe nazionali.
Nella stagione 1998-1999 il Leicester arrivò ancora 10º in campionato ma riuscì nuovamente a raggiungere la finale di League Cup nella quale venne però sconfitta dal Tottenham grazie ad un gol al 90' di Allan Nielsen. La stagione successiva il Leicester arrivò 8º in campionato e per la terza vota in 4 stagioni raggiunse la finale di League Cup, questa volta vincendo contro il Tranmere, di Division One. Questa volta le volpi si imposero per 2-1 grazie ad una doppietta di Matt Elliott, consegnando la seconda League Cup personale ad Izzet. Izzet rimase un elemento fisso della formazione titolare per tutti questi anni ricchi di successi. Dopo la partenza del manager Martin O'Neill Izzet è rimasto un calciatore del Leicester. Le sue buone prestazioni attirarono l'interesse di West Ham Utd e Middlesbrough ma non lasciò il club.
La stagione 2000-2001 fu quella del ritorno in Europa del Leicester e di Izzet, nuovamente in Coppa UEFA: Izzet riuscì a mettere insieme 2 presenze e un gol nelle uniche partite giocate dal Leicester, contro la Stella Rossa, risultanti una sconfitta e un pareggio. La stagione fu tutto sommato negativa anche in ambito nazionale per il club: 13º in campionato e sconfitto ai quarti di finale e al terzo turno rispettivamente in FA Cup e in League Cup. La stagione successiva iniziò con una sconfitta casalinga per 0-5 a vantaggio del neopromossi Bolton. Nonostante la promessa di rimanere al Leicester fatta prima dell'inizio della stagione, Izzet fu oggetto di un'offerta di trasferimento nell'autunno del 2001, prima della retrocessione del club ma rifiutò il trasferimento al Middlesbrough perché non voleva essere visto come uno che "abbandona la nave che affonda". Rivolse un appello al suo ex allenatore O'Neill, al momento della richiesta allenatore del Celtic in Scottish Premier League, di ingaggiarlo nel maggio 2002, dicendo che "solo un idiota non avrebbe considerato un trasferimento al Celtic." La stagione 2001-2002 si concluse infatti con la retrocessione del Leicester e Izzet fu nuovamente molto vicino al trasferimento al Middlesbrough. Il Leicester nonostante la retrocessione non fece sconti al Middlesbrough sul prezzo del cartellino di Izzet, valutato 6 milioni di sterline, e non fu finalizzato alcun accordo per il trasferimento. Izzet ritirò la sua richiesta di trasferimento nel marzo 2003, dopo che la squadra fu automaticamente promossa dalla First Division grazie al raggiungimento del secondo posto. Nel mercato di gennaio del 2004 il Leicester ha rifiutato offerte di 500 000 £ di Aston Villa e Blackburn per Izzet. Al termine della stagione 2003-2004 il Leicester rettrocedette nuovamente, a causa del 18º posto raggiunto in campionato. Impossibilitato a pagare lo stipendio da 30 000 £ a settimana di Izzet, il club fu costretto ad ammettere che il calciatore si doveva trasferire.

#### Birmingham City
Izzet si è unito al Birmingham City gratuitamente nel giugno 2004, firmando un contratto di tre anni. Gli infortuni hanno segnato negativamente la sua prima stagione, consentendogli di giocare solamente una manciata di partite, ma non gli impedirono di segnare il suo primo gol con la maglia del Birmingham, in un pareggio per 1-1 contro il Bolton. La sua seconda stagione con la nuova maglia fu ancora peggiore a causa di un infortunio al ginocchio che lo tenne fuori a lungo. A causa di tutti questi infortuni Izzet fu costretto ad annunciare il suo ritiro dal calcio il 27 giugno 2006.

#### Thurmaston Town
Il 28 novembre 2009 Izzet fece uno scioccante ritorno nel calcio dilettantistico nel Thurmaston Town, militante in Leicestershire Senior League, 11º livello del calcio inglese. Ammise tuttavia alcuni giorni dopo che il suo ginocchio era ancora piuttosto dolorante e che non era sicuro che avrebbe potuto giocare per il Thurmaston ogni settimana. Non ha più fatto ulteriori presenze con la nuova squadra.

### Nazionale
Izzet era convocabile dalla Turchia grazie alla nazionalità turco-cipriota del padre. È stato convocato nella nazionale turca che ha partecipato ad Euro 2000, facendo il suo debutto assoluto in nazionale alla seconda giornata della fase a gruppi nel pareggio della Turchia con la Svezia per 0-0. È stato convocato in nazionale anche per il mondiale del 2002, giocando solamente uno spezzone di partita, essendo subentrato al minuto 74 nella semifinale persa per 0-1 contro i futuri campioni del Brasile.
In totale Izzet ha fatto 9 apparizioni in nazionale.

## Statistiche

### Presenze e reti nei club
| Stagione               | Squadra                | Campionato             | Campionato | Campionato | Coppe nazionali | Coppe nazionali | Coppe nazionali | Coppe continentali | Coppe continentali | Coppe continentali | Altre coppe | Altre coppe | Altre coppe | Totale | Totale |
| Stagione               | Squadra                | Comp                   | Pres       | Reti       | Comp            | Pres            | Reti            | Comp               | Pres               | Reti               | Comp        | Pres        | Reti        | Pres   | Reti   |
| ---------------------- | ---------------------- | ---------------------- | ---------- | ---------- | --------------- | --------------- | --------------- | ------------------ | ------------------ | ------------------ | ----------- | ----------- | ----------- | ------ | ------ |
| mar.-giu. 1996         | Leicester City         | D1                     | 9+3        | 1+0        | FACup+CdL       | 0               | 0               | -                  | -                  | -                  | -           | -           | -           | 12     | 1      |
| 1996-1997              | Leicester City         | PL                     | 35         | 3          | FACup+CdL       | 3+8             | 0+1             | -                  | -                  | -                  | -           | -           | -           | 46     | 4      |
| 1997-1998              | Leicester City         | PL                     | 36         | 4          | FACup+CdL       | 2+0             | 0               | CU                 | 2                  | 0                  | -           | -           | -           | 40     | 4      |
| 1998-1999              | Leicester City         | PL                     | 31         | 5          | FACup+CdL       | 2+5             | 0+1             | -                  | -                  | -                  | -           | -           | -           | 38     | 6      |
| 1999-2000              | Leicester City         | PL                     | 32         | 8          | FACup+CdL       | 2+6             | 1+1             | -                  | -                  | -                  | -           | -           | -           | 40     | 10     |
| 2000-2001              | Leicester City         | PL                     | 27         | 7          | FACup+CdL       | 3+1             | 3+0             | CU                 | 2                  | 1                  | -           | -           | -           | 33     | 11     |
| 2001-2002              | Leicester City         | PL                     | 31         | 4          | FACup+CdL       | 2+2             | 0               | -                  | -                  | -                  | -           | -           | -           | 35     | 4      |
| 2002-2003              | Leicester City         | FD                     | 38         | 4          | FACup+CdL       | 1+3             | 0+1             | -                  | -                  | -                  | -           | -           | -           | 42     | 5      |
| 2003-2004              | Leicester City         | PL                     | 30         | 2          | FACup+CdL       | 1+2             | 0               | -                  | -                  | -                  | -           | -           | -           | 33     | 2      |
| Totale Leicester City  | Totale Leicester City  | Totale Leicester City  | 272        | 38         |                 | 43              | 8               |                    | 4                  | 1                  |             | -           | -           | 319    | 47     |
| 2004-2005              | Birmingham City        | PL                     | 10         | 1          | FACup+CdL       | 0               | 0               | -                  | -                  | -                  | -           | -           | -           | 10     | 1      |
| 2005-2006              | Birmingham City        | PL                     | 16         | 0          | FACup+CdL       | 1+1             | 0               | -                  | -                  | -                  | -           | -           | -           | 18     | 0      |
| Totale Birmingham City | Totale Birmingham City | Totale Birmingham City | 26         | 1          |                 | 2               | 0               |                    | -                  | -                  |             | -           | -           | 28     | 1      |
| Totale carriera        | Totale carriera        | Totale carriera        | 298        | 39         |                 | 45              | 8               |                    | 4                  | 1                  |             | -           | -           | 347    | 48     |

### Cronologia presenze e reti in nazionale
| Cronologia completa delle presenze e delle reti in nazionale ― Turchia | Cronologia completa delle presenze e delle reti in nazionale ― Turchia | Cronologia completa delle presenze e delle reti in nazionale ― Turchia | Cronologia completa delle presenze e delle reti in nazionale ― Turchia | Cronologia completa delle presenze e delle reti in nazionale ― Turchia | Cronologia completa delle presenze e delle reti in nazionale ― Turchia | Cronologia completa delle presenze e delle reti in nazionale ― Turchia | Cronologia completa delle presenze e delle reti in nazionale ― Turchia |
| Data                                                                   | Città                                                                  | In casa                                                                | Risultato                                                              | Ospiti                                                                 | Competizione                                                           | Reti                                                                   | Note                                                                   |
| ---------------------------------------------------------------------- | ---------------------------------------------------------------------- | ---------------------------------------------------------------------- | ---------------------------------------------------------------------- | ---------------------------------------------------------------------- | ---------------------------------------------------------------------- | ---------------------------------------------------------------------- | ---------------------------------------------------------------------- |
| 15-6-2000                                                              | Eindhoven                                                              | Svezia                                                                 | 0 – 0                                                                  | Turchia                                                                | Euro 2000 - 1º turno                                                   | -                                                                      |                                                                        |
| 7-10-2000                                                              | Göteborg                                                               | Svezia                                                                 | 1 – 1                                                                  | Turchia                                                                | Qual. Mondiali 2002                                                    | -                                                                      | 33’ 76’                                                                |
| 11-10-2000                                                             | Baku                                                                   | Azerbaigian                                                            | 0 – 1                                                                  | Turchia                                                                | Qual. Mondiali 2002                                                    | -                                                                      | 61’                                                                    |
| 15-11-2000                                                             | Istanbul                                                               | Turchia                                                                | 0 – 4                                                                  | Francia                                                                | Amichevole                                                             | -                                                                      | 36’                                                                    |
| 12-2-2002                                                              | Breda                                                                  | Turchia                                                                | 0 – 1                                                                  | Ecuador                                                                | Amichevole                                                             | -                                                                      |                                                                        |
| 26-3-2002                                                              | Bochum                                                                 | Corea del Sud                                                          | 0 – 0                                                                  | Turchia                                                                | Amichevole                                                             | -                                                                      | 60’                                                                    |
| 23-5-2002                                                              | Hong Kong                                                              | Turchia                                                                | 0 – 2                                                                  | Sudafrica                                                              | Amichevole                                                             | -                                                                      | 55’                                                                    |
| 26-6-2002                                                              | Saitama                                                                | Brasile                                                                | 1 – 0                                                                  | Turchia                                                                | Mondiali 2002 - Semifinale                                             | -                                                                      | 74’                                                                    |
| 18-8-2004                                                              | Denizli                                                                | Turchia                                                                | 1 – 2                                                                  | Bielorussia                                                            | Amichevole                                                             | -                                                                      | 46’ 76’                                                                |
| Totale                                                                 |                                                                        | Presenze                                                               | 9                                                                      |                                                                        | Reti                                                                   | 0                                                                      |                                                                        |

## Palmarès

### Club
- Coppa di Lega inglese: 2

Leicester City: 1996-1997, 1999-2000

### Individuale
- FA Premier League Player of the Month:1

Settembre 1999